# Regina Mahoche
Regina Mahoche est une basketteuse mozambicaine née le 6 juin 1990 à Matola.  

## Carrière
Elle fait partie de l'équipe du Mozambique de basket-ball féminin avec laquelle elle participe au championnat du monde 2014,.
En club :
- 2015-2016 : Ferroviario Maputo

## Palmarès
- Médaille de bronze du Championnat d'Afrique de basket-ball féminin des 18 ans et moins 2008